# Tanaorhinus formosana
Tanaorhinus formosanus là một loài bướm đêm trong họ Geometridae.